# Korbán
Korbán o corbán (en hebreo: קָרְבָּן) se refiere a una variedad de ofrendas para sacrificios descritas, ordenadas y explicadas tanto La Torá y el Tanaj (Biblia hebrea) como en el Talmud y que eran ofrecidas por los israelitas antiguamente, y en su lugar por los sacerdotes cohanim en el Templo de Jerusalén. Korbán deriva de la raíz hebrea K [a] R [o] V (קרב) que significa venir a Dios o acercar, algo similar a la palabra latina sacrificium, sacrum facere (hacer sagrado). 
Los hebreos hacían constantes sacrificios a Dios: animales, vegetales o incienso eran sacrificados diariamente en el Templo por los sacerdotes. La ley prescribía que debían ofrecerse los primeros frutos de la tierra y los primeros nacidos de los animales. Los primogénitos de los hombres debían ser APARTADOS a Yahvé (Éxodo 13:2), pero esa misma ley ordenaba expresamente que estos últimos no debían ser sacrificados sino redimidos (Éxodo 13:13, Deuteronomio 12:31 y 18:10). La religión prohibía los sacrificios humanos, que se consideran una profanación del nombre de Dios (Levítico 20:1).
Estos sacrificios, cuando no implicaban la muerte de un animal, generalmente consistían en pan, aceite, vino o incienso (Levítico 2:14, Génesis 28:18, 35:14, Números 28:7-14, Levítico 6:20). Si se trataba de un sacrificio en el cual se ofrendaba un animal, la víctima debía cumplir ciertos requisitos:
- El animal ofrecido debía pertenecer a quien ofrecía el sacrificio. Por eso los Hebreos solo aceptaban animales domésticos y no peces o animales salvajes (Levítico 22:19). El sacrificio de palomas constituye la única excepción, concedida a los pobres que no poseían animales (Levítico 5:7 y 12:8).
- Había regulaciones en cuanto al sexo, la edad y las características que debían tener los animales que iban a ser sacrificados. El criterio imperante era que solo lo mejor se ofrece a Dios (Levítico 22:20, Malaquías 1:13). Entre las condiciones necesarias había: que fuesen animales con la pezuña partida y rumiantes, que tuviesen más de ocho días de vida, y fuesen físicamente perfectos.

## Sacrificios de los pueblos del entorno geográfico
- Los cananeos, los más próximos vecinos de los israelitas, hacían sacrifios a sus dioses en las montañas. La biblia menciona que sacrificaban niños al dios Moloch y lo prohíbe tajantemente (II Reyes 23,10) condenando a muerte a quienes transgredieran esta ley (Levítico 18,21; 20,1-5) —la interpretación talmúdica de esta "condena a muerte" sostiene que la misma debe entenderse a nivel simbólico, resultando en expulsión de la comunidad, generalmente[cita requerida]—. Desde el reinado de Ajaz y hasta el de Josías en Judá y bajo Acab en Israel, muchos israelitas se dejaron influenciar por este culto sacrificando niños a Moloch. Estos casos no fueron motivados por la religión judía sino por la influencia pagana.
- Los fenicios sacrificaban tanto animales como hombres y niños a Baal y Astarté. Al igual que en la Ley mosaica, los animales imperfectos o enfermos estaban prohibidos. Los sacrificios se realizaban para hacer peticiones o como muestra de agradecimiento. Cuando la víctima no se consumía en el fuego, se utilizaba para un banquete.
- Los egipcios tenían un ritual para sacrificios marcado por rígidos preceptos, solo el faraón como dios vivo y los sacerdotes en su nombre podían entrar en el santuario de los dioses, a los que diariamente se ofrecían alimentos y bebidas.

## Historia
- El primer sacrificio mencionado en la Biblia o Torá fue el que Yahweh realizó para cubrir la desnudez de la vergüenza de Adán y Eva tras su pecado de desobediencia, esta es la primera referencia que se tiene del sacrificio de un ser inocente por el pecado de otro, llevándonos a entender que, desde Génesis (Bereshit) se nos habla del sacrificio que haría Yeshúa (Jesús) por los pecados del mundo.

Luego están las ofrendas de Caín y el sacrificio de Abel (Génesis 4,3 y ss): la consagración de los primeros frutos de la tierra y los primeros nacidos de los animales.
- Los patriarcas realizaban tras el sacrificio banquetes (Génesis 12,7 y ss), en ocasión de alianzas y declaraciones de paz. Al finalizar el sacrificio del Monte Sinaí también se efectuó un banquete (Éxodo 24,5 y ss).
- En la Torá (Pentateuco) se fijaron los distintos sacrificios y sus rituales. Como todo el culto mosaico, el sistema de sacrificio está centrado en la orden de Dios: "Sed santos como yo soy santo" (Levítico 11,44).

Los sacrifios rituales dejaron de celebrarse en el año 590 y fueron reemplazados por la lectura sobre ellos que era considerada como sustituto aceptable de su ofrecimiento. Según el Tratado de Berajót (hoja 32b) desde que se destruyó el Beit haMikdásh, aún las puertas de la plegaria se cerraron ante nosotros... mas no así las puertas del llanto.

## Ritual
La realización del sacrificio debía seguir unos pasos exactos:

### Presentación de la víctima
La víctima se llevaba al altar de los sacrificios, situado en el Patio de los israelitas, donde mujeres y gentiles tenían prohibida la entrada, y que estaba ante el Tabernáculo, "ante el Señor" (Éxodo 29,42; Levítico 1,5; 3,1; 4,6). 

### Imposición de manos sobre la víctima
A continuación, quien sacrificaba imponía las manos sobre la víctima (Semija), significando así sus intenciones: adoración, acción de gracias, petición y expiación. Si el sacrificio era ofrecido por toda la comunidad, eran los ancianos quienes realizaban la ceremonia de la imposición de manos (Levítico 4,15). Esta parte de la ceremonia no se realizaba en ciertos sacrificios (primeros frutos, diezmos, el cordero pascual, palomas) ni en el caso de que el sacrificio se realizara a petición de paganos. 
A la ceremonia de imposición de manos le precedía generalmente la confesión de los pecados (Levítico 16,21; 5,5 y ss; Números 5,6 y ss), que, según la tradición rabínica, era verbal (Otho, Ley rabínica 552). 

### Inmolación
Quien ofrecía el sacrificio (Levítico 1,3 y ss) debía derramar la sangre de la víctima de la forma más rápida y completa posible, con un corte en el cuello. Cuando se ofrecían palomas (tórtolas) era el sacerdote quien las inmolaba (Levítico 1,15). 
Posteriormente fue el sacerdote, ayudado por los levitas, quien realizaba la inmolación, especialmente cuando el sacrificio era ofrecido por todo el pueblo en las grandes fiestas (II Crónicas 29,22 y ss).

### Rociado de la sangre
Según la Ley, el rociado de la sangre sólo podía ser realizado por los sacerdotes (Levítico 1,5; 3,2; 4,5; II Crónicas 29,23): si lo hacía cualquier otra persona, el sacrificio era inválido. (Mishna Sebachim, 2,1). La tradición judía expresamente designa esta parte del rito como "la raíz y el principio del sacrificio", y como la sangre es la vida del cuerpo no se debe comer: es necesario derramarla sobre el altar (Levítico 17,11). 

### Quema del sacrificio
El último acto, quemar el sacrificio, se realizaba de diferente manera según si se quemaba la víctima entera (holocausto) o solo una porción. Por el fuego recogía Yahveh el sacrificio ofrecido (Deuteronomio 4,24).

## Clases de sacrificio animal

### Holocausto
El holocausto u Olah, sacrificio ascendente, tenía como finalidad manifestar la sumisión del hombre ante Dios, aunque podía expresar acción de gracias (Salmo 6,14), petición (Salmos 7,9) e incluso expiación (Levítico 1,4). El nombre Olah viene dado porque se quemaba la víctima (excepto el músculo de la cadera y la piel) y ésta ascendía en forma de humo. Es el sacrificio más antiguo (Génesis 4,4), y se ofrecía de forma continua, al amanecer y anochecer (Levítico 6,9 y ss.), a veces acompañado del minjáh.
La Olah exigía un animal (novillo, cordero o cabrito) macho y sin defecto, pero podía ser sustituido por palomas, tórtolas según las posibilidades del oferente.

### Sacrificios expiatorios
Había dos tipos de sacrificios expiatorios: 
- Hattat, por pecado: para pedir la absolución, y se entregaba al sacerdote la piel y la carne. 
  - Una vez al año todo el pueblo sacrificaba un toro, era el Yom hakkippurim (Levítico 16). El sacerdote llevaba la sangre al Santuario, hacía siete aspersiones delante del velo, depositaba una parte en los cuernos del altar de los perfumes, y vertía el resto al pie del altar de los holocaustos (Levítico 4,13 y ss.).
- Asham, por culpa: cuando el pecado exige restitución (Levítico 5,14 y ss.). Se sacrificaba un cordero en el lado norte del altar, la sangre se rociaba alrededor y la grasa se quemaba. La carne se entregaba a los sacerdotes. (Levítico 7,1 y ss.). La restitución del mal causado se calculaba añadiendo una quinta parte del valor al pago de la pérdida ocasionada.

Al imponer las manos sobre la ofrenda de pecado, la persona debía confesar la falta por la cual traía su korban.

### Ofrendas de paz (shelamim)
Shelamim es el plural de shalóm, paz. Las ofrendas de paz eran de tres tipos: de alabanza, en cumplimiento de algún voto y voluntarias, eran sacrificios de alianza. 
Las víctimas eran las mismas que para el holocausto, con tres diferencias: se excluían las aves, podían ser hembras, y la principal, la víctima no se quemaba completa sino que se dividía en tres partes: 
- Una parte era para Dios, a quien se le ofrecía la sangre y la grasa (Levítico 3, 16-17).
- Una parte era para el sacerdote, que recibía el pecho y la paletilla derecha del animal.

Otra parte era para el oferente, que celebraba una comida en el patio del Templo. Se depositaban también los panes de la proposición (Levítico 24, 5-9), aceite y vino (Números 15, 1-12), y también sal.
Shelamim era el Pesaj, el sacrificio de la inauguración y el del primogénito del ganado, cuya carne se entregaba a los sacerdotes.

## Minjáh
Era el sacrificio no sangriento, de vegetales, sémola, harina, aceite, añadiéndole sal y poniendo encima incienso; a veces se acompañaba con vino. Si se entregaba pan, se hacía sin levadura porque esta representa al pecado, al orgullo que "infla" el ego. Minjáh significa "ofrenda" y se quemaba una parte sobre el altar (memorial), entregando el resto a los sacerdotes que debían repartirlo en partes iguales (Levítico 7,10). 
En su origen no fue sinónimo de ofrenda religiosa, sino del presente ofrecido a un superior como reconocimiento de soberanía, de dependencia: era minjáh el de Jacob a Esaú (Génesis 32,13) o de los hermanos de José a este en Egipto (Génesis 43,11). También se usaba para nombrar el tributo pagado por pueblos vencidos (II Samuel 8, 2-6), que indica sumisión y dependencia. En el monte Sinaí pasó a ser la designación de una ofrenda hecha a Dios como homenaje y en reconocimiento de su superioridad. 
La Minjáh podía ser pública e individual. Las particulares eran voluntarias, se ofrecían en cualquier momento. Las públicas eran obligatorias y tenían un ritual marcado. 
La principal Minjáh pública era el "pan de la Presencia" que se colocaba en la mesa del primer compartimento del Santuario, y permanecía toda la semana en presencia de Dios hasta ser consumido por los sacerdotes: Eran doce panes que se ofrecían el sábado por la mañana, en el momento de retirar los del sábado anterior. Significaban el pacto perpetuo entre Dios y su pueblo (Levítico 24,8).

## Mishná y Talmud
La Mishná y el Talmud dedican una sección, conocida como séder, al estudio y análisis de este tema conocido como Kodashim, donde se estudian y se analizan en profundidad todas las variedades de korbanot, tales como  kodashim kalim ("grado de menor importancia en santidad") y kodashei kodashim ("grado importante de santidad"). Además, en diferentes partes de los libros del Talmud se detallan varias clases de sacrificios, algunos ejemplos son: 
- Pésaj, que se dedica en gran parte a explicar cómo ofrecer el sacrificio del Pésaj.
- Yoma, que contiene una descripción detallada de las ofrendas y del ritual del templo en el Yom Kipur (día del perdón),

Hay secciones en el séder Moed para las ofrendas y el ritual especiales en el templo para otras festividades importantes: 
- Shekalim explica el medio shekel (moneda judía) anual que se ofrecía para el mantenimiento del templo,
- Nashim expone las ofrendas hechas por los nazireos ("consagrados") o los adúlteros.

El Talmud proporciona detalles sobre como realizar los sacrificios y aclara los casos difíciles, tales como qué hacer si se comete un error o si el no realizar uno de los pasos del ritual lo invalida o no. Explica cómo preparar el Pésaj, cómo echar la sangre de las diversas clases de sacrificios sobre el altar, cómo preparar el incienso, y regula sistema de impuestos para financiar a los sacerdotes y los sacrificios públicos, así como otros detalles.
Muchos detalles de la práctica religiosa diaria de un judío estaban en contacto con la vida del templo y de sus sacrificios. Por ejemplo, la Mishná comienza con la oración Shemá Israel (Escucha, ¡Oh Israel!) que debe ser recitada por la tarde, cuando los cohanim tomaban su Terumá (el diezmo o parte de los sacrificios entregado a los sacerdotes) después de la purificación (ya que estaban tamei, ritualmente impuros), lo que requería a su vez una discusión detallada sobre las obligaciones relativas a los diezmos, la pureza ritual, los elementos relacionados con el templo y al sacerdocio, que marcaban las obligaciones diarias de los judíos.